# Bovalino
Bovalino és un comune (municipi) de la Ciutat metropolitana de Reggio de Calàbria, a la regió italiana de Calàbria, situat a uns 90 km al sud-oest de Catanzaro i a uns 46 km a l'est de Reggio de Calàbria. A 1 de gener de 2019 la seva població era de 8.943 habitants.
Bovalino limita amb els municipis següents: Ardore, Benestare, Casignana i San Luca.